# Томниці
Томниці (пол. Tomnice, нім. Tomnitz) — село в Польщі, у гміні Кротошин Кротошинського повіту Великопольського воєводства.
Населення — 305 осіб (2011).
У 1975-1998 роках село належало до Каліського воєводства.

## Демографія
Демографічна структура станом на 31 березня 2011 року:
|          | Загалом | Допрацездатний вік | Працездатний вік | Постпрацездатний вік |
| -------- | ------- | ------------------ | ---------------- | -------------------- |
| Чоловіки | 153     | 45                 | 92               | 16                   |
| Жінки    | 152     | 35                 | 86               | 31                   |
| Разом    | 305     | 80                 | 178              | 47                   |